# 엘라 벨덴
엘라 벨덴(Ela Velden, 1992년 7월 25일 ~ )은 멕시코의 배우, 모델이다.